# Arrondissement de Schaumbourg
Pour les articles homonymes, voir Schaumburg.
L'arrondissement de Schaumburg est un arrondissement  ("Landkreis" en allemand) de Basse-Saxe  (Allemagne).
Son chef-lieu est Stadthagen.

## Histoire
L'arrondissement de Schaumbourg correspond essentiellement au comté de Schaumbourg (ou Schauenbourg). Ce comté fut créé au début du XIIe siècle, et ses comtes devinrent peu après également comtes de Holstein.
En 1640, faute d'héritiers, le comté fut partagé :
- une partie fut incorporée à la principauté de Lunebourg ;
- une autre partie devint le comté de Schaumbourg-Lippe ;
- la dernière partie, le Schaumbourg proprement-dit (Grafschaft Schaumburg), fut gouverné en union personnelle avec la Hesse-Cassel.

Après la Seconde Guerre mondiale, le Schaumbourg et le Schaumbourg-Lippe devinrent deux arrondissements de la Basse-Saxe, jusqu'à leur réunion en 1977.

## Villes, communes & communautés d'administration
(Nombre d'habitants au 31 décembre 2014)
Einheitsgemeinden
1. Auetal [Siège: Rehren] (6 336)
2. Bückeburg, ville (18 984)
3. Obernkirchen, ville (9 220)
4. Rinteln, ville autonome (25 129)
5. Stadthagen, ville (21 694)

Samtgemeinden avec leurs communes membres
* Siège de la Samtgemeinde
| - 1. Samtgemeinde Eilsen (6 711) 1. Ahnsen (1 068) 2. Bad Eilsen * (2 421) 3. Buchholz (748) 4. Heeßen (1 395) 5. Luhden (1 079) - 2. Samtgemeinde Lindhorst (7 805) 1. Beckedorf (1 454) 2. Heuerßen (937) 3. Lindhorst * (4 358) 4. Lüdersfeld (1 056) - 3. Samtgemeinde Nenndorf (16 878) 1. Bad Nenndorf, ville * (10 537) 2. Haste (2 671) 3. Hohnhorst (2 104) 4. Suthfeld [Siège : Helsinghausen] (1 476) | - 4. Samtgemeinde Niedernwöhren (8 145) 1. Lauenhagen (1 364) 2. Meerbeck (1 978) 3. Niedernwöhren * (1 983) 4. Nordsehl (720) 5. Pollhagen (1 093) 6. Wiedensahl, Flecken (1 007) - 5. Samtgemeinde Nienstädt (10 147) 1. Helpsen * (1 944) 2. Hespe (2 059) 3. Nienstädt (4 609) 4. Seggebruch (1 535) | - 6. Samtgemeinde Rodenberg (15 496) 1. Apelern (2 485) 2. Hülsede (1 016) 3. Lauenau, Flecken (4 098) 4. Messenkamp (746) 5. Pohle (854) 6. Rodenberg, ville * (6 297) - 7. Samtgemeinde Sachsenhagen (9 302) 1. Auhagen (1 267) 2. Hagenburg, Flecken (4 526) 3. Sachsenhagen, ville * (1 922) 4. Wölpinghausen (1 587) |